# 套鞘早熟禾
套鞘早熟禾（学名：Poa tunicata）为禾本科早熟禾属下的一个种。名称已修订，正名为锡金早熟禾(Poa sikkimensis)。